# Juan Carlos Martini
Juan Carlos Martini Real (Buenos Aires, Argentina; 1940 - Buenos Aires; 2 de enero de 1996) fue un novelista, ensayista y crítico argentino.

## Biografía
Cursó estudios de Letras, Antropología e Historia de las Artes en la Facultad de Filosofía y Letras de la Universidad de Buenos Aires.   Estuvo casado con Reina Roffé, con quien en 1978 viajó a los Estados Unidos y de quien se separaría unos meses más tarde al regresar a Buenos Aires.
En 1980 obtuvo el premio Boris Vian por la novela Copyright.  Tuvo a su cargo las revistas literarias Meridiano 70, Latinoamericana, que dirigió junto a Alberto Vanasco, y Revista (de poesía), de la cual fue cofundador junto con César Bandin Ron, que sacó un solo número, en 1984.  Colaboró también en las revistas Artistas y Pluma y Pincel.  Empezó a firmar como J.C. Martini Real cuando Juan Carlos Martini empezó a publicar, a quien algunos apodaron El ficticio.  Entre 1985 y 1988, junto a Ricardo Piglia y Juan José Saer, formó parte del grupo literario "El traje del fantasma", nombre tomado de un relato de Roberto Arlt.

## Obras

### Novela
- Macoco (Corregidor, 1977)
- Copyright (Ed. Sudamericana, 1979)

### Cuento
- El festín y otros cuentos (1964)
- Bichología; historias y cuentos de bichos y afines (Ediciones El Matadero, 1966)
- La rutina y los días (Ed. Estuario, 1967)
- La carta al general (Calatayud-Dea Editores, 1971)
- La conquista del Imperio Ruso (Corregidor, 1975) que contiene Pequeño saltamontes; Puesta en escena; Diario de una noche de un insurrecto; La carta al general; La conquista del Imperio Ruso; El iniciado; El más feliz de los mortales; Octubre; Sonríe, Dios te ama.

### Ensayo
- Notas sobre el padre en Facundo (P. Menard, 1991)
- Giacomo. El texto secreto de Joyce, en coautoría con Liliana Heer (1992)
- Los insomnes. Reportaje a Beatriz Guido: denuncia, traición, y contradicciones de una escritora argentina, reportaje de Reina Roffé y J.C. Martini Real (Ed. Corregidor, 1973)

### Antologías
- Los mejores cuentos argentinos de hoy (Ed. Rayuela, 1971), selección, prólogo y notas de J.C. Martini Real.
- Los mejores poemas de la poesía argentina (1974), selección, prólogo y notas de J.C. Martini Real.
- La historia del tango (Corregidor, 1977)